# Коцур, Виктор Петрович
Коцур Виктор Петрович  (род. 19 октября 1959, село Сакуниха Недригайловского района Сумской области) — доктор исторических наук, профессор, действительный член (академик) Национальной академии педагогических наук Украины, ректор ГВУЗа «Переяслав-Хмельницкий государственный педагогический университет имени Григория Сковороды», заместитель председателя Национального союза краеведов Украины.

## Биография
Виктор Петрович Коцур родился 19 октября 1959 г. в селе Сакуниха Недригайловского района Сумской области в семье учителей Петра Михайловича Коцура и Катерины Митрофановны Коцур.

### Учеба
В 1977 г. с золотой медалью окончил среднюю школу №1 города Ромны. Следуя примеру отца, учителя истории, в 1977 г. поступил на исторический факультет Черновицкого государственного университета имени Юрия Федьковича, который с отличием окончил в 1982 г. В период учебы, в 1982 г., был награжден золотой медалью за победу на Всесоюзном конкурсе студенческих научных работ.
В 1985-1987 гг. учился в аспирантуре Киевского государственного университета имени Тараса Шевченко, где под руководством известного ученого – доктора исторических наук, профессора Василия Петровича Шевчука – досрочно защитил кандидатскую диссертацию по источниковедческой проблематике первой половины 1920-х гг.
В 1999 г. защитил докторскую диссертацию по теме «Социальные изменения и политические процессы в Украине 1920-30-х гг.: историография». В этом же году получил ученое звание профессора, а также был избран академиком Украинской академии исторических наук.

### Работа
В 1982-1984 гг. работал преподавателем Брянского технологического института, был лектором-международником, сдал экзамены кандидатского минимума по философии и немецкому языку и утвердил тему кандидатской диссертации.

В июле 1987 г. в связи с созданием в Переяслав-Хмельницком филиала Киевского государственного педагогического института имени А. М. Горького, Виктор Петрович был направлен туда на преподавательскую деятельность. До 1989 г. работал на должностях преподавателя, старшего преподавателя, доцента кафедры общественных наук, доцента кафедры истории и культуры Украины, а в 1989-1994 гг. возглавлял факультет физического воспитания. В это время на факультете учились Виталий и Владимир Кличко, которые впоследствии стали всемирно известными боксерами, меценатами и общественными деятелями.

В 1993 г. Виктора Петровича Коцура был назначен заведующим кафедры истории и культуры Украины. Именно на это время приходится открытие на кафедре нового направления исторических исследований: жизнь и быт населения Украины 1920-1980-х гг. В 1994 году Виктор Петрович Коцур возглавляет исторический факультет. В своей работе большое внимание уделял становлению и развитию исторического факультета, оптимизации структуры учебно-научных подразделений. В это время создаются две новые кафедры: новой и новейшей истории зарубежных стран (1995 г.), древней и средневековой истории (2002 г.).
В 1998 г. Виктор Петрович был избран по конкурсу и назначен Министерством образования Украины ректором Переяслав-Хмельницкого государственного педагогического института имени Григория Сковороды, который в 2003 г. получил статус университета. В это время успешно решаются важные вопросы реорганизации структуры учебного заведения, принимаются меры, направленные на повышение уровня научной работы, обеспечения учебного процесса качественными педагогическими кадрами. За четыре года количество факультетов увеличивается с 4-х до 7-ми, создается мощная научная часть, отдел аспирантуры (подготовка аспирантов отныне ведется по 11-ти специальностям), в два раза возрастает численность студентов института, удваивается научный потенциал вуза, открывается аспирантура по специальности 07.00.01. – история Украины, а в сентябре 2006 г. открыто Институт языка и литературы, Институт физического воспитания и естествознания.
В 2001 г. в рамках проекта «Американоведение» для студентов и преподавателей Вашингтонского университета (г. Пуллмэна), а также для украинской диаспоры в США он прочел курс лекций по актуальным проблемам истории Украины.

## Научно-педагогическая деятельность
При содействии действительного члена НАПН Украины, ректора В. П. Коцура в университете проводятся международные и всеукраинские научно-практические конференции по актуальным проблемам исторической, экономической, педагогической науки и международные форумы ученых социогуманитаристики.
В настоящее время Виктор Петрович координирует, определяет стратегические направления сотрудничества университета с учебными заведениями США, Канады, стран Европейского сообщества. Под руководством профессора В. П. Коцура, в университете осуществляется модернизация научно-образовательного пространства, согласно ЗУ «О высшем образовании», формируются новые учебные планы, программы по всем специальностям, повышается качество подготовки молодых педагогических кадров для работы в школах Киевской и других областей Украины.
К научным интересам Виктора Петровича Коцура относятся история и историография истории Украины 1920-1930-х гг., история науки и техники ХХ-ХХІ ст., актуальные проблемы педагогики обучения и воспитания студенческой и учащейся молодежи.

### Научное руководство
Коцур В. П. – член редколлегии научных изданий Института истории НАН Украины, Национального педагогического университета им. М. П. Драгоманова, Переяслав-Хмельницкого государственного педагогического университета имени Григория Сковороды; член специализированных ученых советов по защите кандидатских и докторских диссертаций.
Виктор Петрович является научным консультантом и руководителем соискателей и аспирантов. Под его руководством подготовлен 31 кандидат исторических наук и 7 докторов наук.

## Научное наследие
По состоянию на 2018 г. Виктор Петрович — автор свыше 400 научных и научно-публицистических работ. Он один из первых разработал и внедрил методику контент-анализа и корреляционного анализа газетной публицистики 1921-1925 гг. К научным интересам В. П. Коцура относятся история и историография истории Украины 1920-1930-х гг. В области историографии истории Украины в 1988 г. вышла монография В.  П.  Коцура «Исторические исследования: предвзятые и объективные оценки (социальные изменения и политические процессы в Украине 1920-30-х гг.)». В русле историографических исследований в соавторстве с В.  Ф.  Колесником и Г.  Г.  Коцур подготовлена монография «Историография новой экономической политики в Украинской ССР», в которой исследуется процесс формирования исторических знаний о введения и осуществления новой экономической политики в УССР. В 1996 г. братьями Виктором и Анатолием Коцурами выпущен первый в Украине учебник для студентов-историков «Историография истории Украины: Курс лекций». В соавторстве выходят первые учебники для студентов: «История Украины» (1993 г.), «История Украины от древнейших времен до наших дней» (1994 г.; 1998 г.). Дополнением к учебной литературе стала «История Древнего Рима» (Черновцы, 2005 г., в соавт.).
В. П. Коцур - член редколлегии ряда научных профессиональных изданий Института истории НАН Украины, Национального педагогического университета им. М. П. Драгоманова, управления образования Киевской областной государственной администрации, главный редактор профессиональных научных изданий «Научные записки с украинской истории», «Школа первой степени: теория и практика», «Гуманитарный вестник».

## Общественная деятельность
Виктор Петрович Коцур является председателем Совета ректоров высших учебных заведений Киевской области, несколько каденций был депутатом Переяслав-Хмельницкого городского совета, депутатом Киевского областного совета V созыва, член коллегии Департамента образования и науки Киевской областной государственной администрации. Виктор Петрович – член президиума правления Национального союза краеведов Украины, с 2017 г. – заместитель председателя Союза, член Президиума Национальной академии педагогических наук Украины, экспертного совета Государственной аккредитационной комиссии Министерства образования и науки Украины, межотраслевого экспертного совета Министерства образования и науки Украины, членом рабочей группы по разработке проекта «Концепции развития педагогического образования».

## Награды и отличия

### Государственные награды
- 1999 г. и 2001 г. – благодарности Президента Украины;
- 2001 г. – почетное звание «Заслуженный работник образования Украины» (2001 г.);
- 2009 г. – Орден «За заслуги» ІІІ степени.
- 2019 г. – Орден «За заслуги» ІІ степени.
- 2024 г. – Орден «За заслуги» І степени.

### Правительственные награды и награды Министерства образования и науки Украины,Государственного комитета телевидения и радиовещания Украины
- 1988 г. – Нагрудный знак «Отличник народного образования УССР»;
- 2000, 2002, 2004, 2007 гг. – Почетные грамоты Министерства образования Украины;
- 2007 г. – Нагрудный знак «Петр Могила»;
- 2010 г. – Диплом за лучший издательский проект «История античной цивилизации: в 3-х т.», «История средних веков: в 2-х т.»
- 2014 г. – Нагрудный знак МОН Украины «За научные и образовательные достижения».

### Отличия Национальной академии наук Украины, Национальной академии педагогических наук Украины, Национального союза краеведов Украины
- 2000, 2002, 2007 гг. – Почетные грамоты Академии педагогических наук;
- 2007 г. – Премия НАН Украины им. М. С. Грушевского;
- 2009 г. – Почетная грамота Национальной академии наук Украины;
- 2009 г. – Нагрудный знак «Ушинский К.Д.»;
- 2014 г. – Диплом Лауреата премии имени Дмитрия Яворницкого Национального союза краеведов Украины.

### Награды исполнительных органов местного самоуправления
- 2000 г. – Благодарность председателя Киевской городской государственной администрации;
- 2002 г. – Благодарность председателя Киевской областной рады;
- 1999, 2004 гг. – Почетные грамоты председателя Киевской областной государственной администрации;
- 2009 г. – Почетная грамота Киевского областного совета;
- 2012 г. – получил звание «Почетный гражданин г. Переяслав-Хмельницкий»;
- 2015 г. – Благодарность департамента образования и науки Киевской областной государственной администрации;
- 2016 г. – Благодарность управления молодежи и спорта Киевской областной государственной администрации;

### Награды общественных и неправительственных организаций
- 1984 г. – грамота Брянской областной организации общества «Знание» РСФСР;
- 2001 г. – золотая медаль Международного Кадрового Агентства «За заслуги в образовании»;
- 2003 г. – удостоен звания «Лучший руководитель года» общегородского конкурса «Человек года». Переяслав-Хмельницкий);
- 2004 г. – Благодарность Киевской областной организации профсоюза работников образования и науки Украины;
- 2005 г. – Диплом и нагрудный знак «Лидер Украины» (за профессиональные достижения решением Совета экспертов международной имиджевой программы «Лидеры XXI века»); знак отличия Украинского Реестрового Казачества «Бронзовый казацкий крест ІІІ степени»;
- 2009 г. – Почетная награда Всеукраинского благотворительного фонда имени П.Калнышевского «Крест Петра Калнышевского»;
- 2014 г. – Золотая медаль «За выдающийся вклад в распространение идеи Единства Европы» Национального педагогического университета им. М. П. Драгоманова;

### Благодарности за участие в конференциях
- 2015 г. – Почетная Грамота VI Международной выставки «Современные заведения образования» (14 марта 2015 г.); Благодарность VII Международного форума «Инноватика в современном образовании» (20-22 октября 2015 г.);
- 2016 г. – Благодарность VIII Международного форума «Инноватика в современном образовании» (25-27 октября 2016 г.);

### Церковные награды
- 2003 г. – Орден Святого Равноапостольного князя Владимира Великого III степени (указ Патриарха Киевского и всей Руси-Украины Филарета за заслуги в области возрождения духовности в Украине);
- 2009 г. – Орден святых Кирилла и Мефодия.
- 2016 г. – Орден Святого Равноапостольного князя Владимира;
- 2017 г. – Орден Святого Равноапостольного князя Владимира Великого I степени.